# Guatteria sphaerantha
Guatteria sphaerantha este o specie de plante angiosperme din genul Guatteria, familia Annonaceae, descrisă de Robert Elias Fries. Conform Catalogue of Life specia Guatteria sphaerantha nu are subspecii cunoscute.